# Szederkény
Szederkény è un comune dell'Ungheria di 1.830 abitanti (dati 2008) situato nella contea di Baranya, regione Transdanubio Meridionale